# Kościół św. Apostołów Piotra i Pawła w Chmielnie
Kościół Świętych Apostołów Piotra i Pawła – rzymskokatolicki kościół parafialny należący do parafii pod tym samym wezwaniem (dekanat Kartuzy diecezji pelplińskiej).
Jest to świątynia wzniesiona w 1845 roku, natomiast jej czworokątna wieża została wzniesiona w 1860 roku, w 1887 roku została połączona z korpusem głównym. We wnętrzu kościoła zachowały się piękne polichromie, oparte na typowych kaszubskich motywach używanych w hafcie. Ciekawy jest również barokowy ołtarz główny wykonany w 1700 roku, dwa feretrony wykonane w XVIII wieku i interesująca chrzcielnica. Cennym zabytkiem jest również legendarny dzwon odlany w XVI wieku i ozdobiony gotycką inskrypcją, informującą o wezwaniu świętych Anny, Barbary i Katarzyny o pomoc w walce ze złymi duchami.